# Rodani de Tolosa
Rodani de Tolosa (Rhodanius, Rhodanus, Rodanus, Rodanos, Rotanus, Throdanius, Rhodanusius) fou un bisbe de Tolosa que exercia vers la meitat del segle iv. Va anar al concili de Milà del 355 i un Rodani signa la condemna d'Atanasi d'Alexandria, però junt amb Hilari de Poitiers es va oposar en un concili a la política favorable als arrians de l'emperador Constanci II; aquest concili havia de ser el concili d'Arle del 353 o el concili de Milà del 355, o bé el sínode de Besiers del juny del 356. Fou enviat a l'exili per Constanci II junt amb el bisbe (papa) Liberi I de Roma i Hilari de Poitiers vers el 358. L'emperador va perseguir a l'església de Tolosa. Va morir al seu exili de Frígia en data desconeguda. En tot cas no va assistir al concili de Selèucia d'Isàuria del 27 al 30 de setembre del 359.